# Archives of American Art
Archives of American Art (« Archives de l'art américain ») est une collection de 20 millions d’archives documentant plus de 200 ans d'histoire des arts visuels étasuniens. La collection d’archives textuelles et non textuelles (lettres, journaux intimes, albums, manuscrits, documents financiers, photographies, films et enregistrements audiovisuels d'artistes, de marchands, de collectionneurs, de critiques, de chercheurs, de musées, de galeries, d'associations et d'autres personnalités du monde de l'art) témoigne des activités et de la vie de nombreux artistes de toutes les régions des États-Unis, et de tous les styles et courants artistiques, dont Jackson Pollock, Lee Krasner, Marcel Breuer, Rockwell Kent, John Singer Sargent, Winslow Homer, John Trumbull et Alexander Calder.
Intégrée à la Smithsonian Institution, Archives of American Art est accessible à partir du centre de recherche situé au siège social de l’institution, à Washington, DC, et par le biais de leurs expositions et des publications de la revue bisannuelle Archives of American Art Journal. Archives of American Art met également à disposition près de trois millions d'images numériques en ligne. La collection d’archives est aussi fortement liée à la préservation de l’histoire orale, conservant près de 2 500 entretiens enregistrés témoignant du monde de l'art étasunien, soit la plus importante collection dans sa catégorie.
Il existe un second centre de recherche, situé à New York, mais celui-ci est temporairement fermé pour cause de remaniement de personnel.

## Histoire et mission
Fondées en 1954, à Detroit, par l'historien de l'art E. P. Richardson, alors directeur du Detroit Institute of Arts, et Lawrence A. Fleischman, collectionneur d'art et homme d'affaires, Archives of American Art est d'abord conçue comme une agence se consacrant uniquement au microfilmage de documents, mais devient rapidement une importante collection d’archives provenant principalement de dons individuels de collectionneurs et d’institutions d’art.
En 1967, les professionnels responsables du bon fonctionnement d’Archives of American Art étaient au compte de six archivistes professionnels, ainsi que sept commis et secrétaires.
Dans les années 1960, les membres de l’institution assuraient son financement par les contributions annuelles et les activités de levée de fonds. Aucune subvention du gouvernement fédéral n’était fournie. En 2024, les contributions des membres, les dons et les bénéfices du gala annuel permettent toujours de soutenir les activités de préservation et de diffusion de l’institution.
Dans les années 1980, Archives of American Art adopte des outils créés spécifiquement par et pour les archivistes, y compris le format USMARC AMC, et, à la fin des années 1990, le format Encoded Archival Description (EAD). Ces outils visent à faciliter la description, l’indexation et l’accès des archives. Grâce à des initiatives de numérisation intégrales d’archives, Archives of American Art, avec le soutien du Smithsonian Institution et de la Terra Foundation for American Art, diffuse en ligne, dès le début des années 2000, une grande quantité de documents d’archives d'artistes, de marchands, de critiques, d'historiens et de personnalités du monde de l'art.
Archives of American Art participe également à la démocratie et aux luttes pour la justice sociale. Préservant et diffusant des archives relatives à l’art et aux artistes issus de groupes démographiques historiquement marginalisés, Archives of American Art collabore, entre autres, avec des organisations associatives telles que le Center for Feminist Art Historical Studies, situé au Women’s Building, à Los Angeles; contribuant ainsi, en amont des documents de recherche produits et versés, à la diffusion et la préservation de l'histoire de l'art féministe pour les générations à venir.
Archives of American Art conserve et diffuse une grande quantité de correspondances manuscrites et visuelles, dont le contenu de certaines lettres d’artistes comme Forrest Bess, datant des années 1950, est précurseur de théories contemporaines sur la non-binarité des genres.
En 2020, alors en pleine pandémie de la COVID-19, Archives of American Art mobilise un groupe de chercheurs et d’artiste afin de réfléchir à la fois aux enjeux de littératie informationnelle numérique, notamment aux nouveaux canaux d'enseignement et de transmission de connaissance issus des plateformes de communication en ligne, ainsi qu’aux tensions raciales qui s’exacerbent à travers le pays.
Cette démarche militante se recoupe dans la revue bisannuelle Archives of American Art Journal. S’inscrivant dans une approche située autour des tensions dialectiques art-politique, la revue fournit une tribune pour l’histoire d’artistes socialement engagés, sur leurs démarches subversives ou obscurcies par les canons de l’histoire de l’art traditionnelle, et pour les institutions qui les soutiennent à travers les époques.

## Collection

### Historique
E. P. Richardson peinait à recueillir des informations et de la documentation sur les artistes auxquels il s’intéressait. Les documents étaient éparpillés autour de la nation, égarés et souvent difficiles d’accès. Dans le cas du collecteur Lawrence Fleischman, celui-ci n’avait pas accès aux documents biographiques concernant les artistes dont il avait acquis certaines parties de leurs productions. Dès 1954, la collection est mise en place par les fondateurs de l’institution comme dépôt de microfilms, sur lesquels sont documentés des documents historiques conservés au sein d’autres dépôts archivistiques,. Rapidement, les documents originaux sont offerts en don à l’institution qui s’assure de les conserver selon les modalités de leur support originel, en plus d’en créer une copie sur microfilm. Aux yeux des archivistes de l’époque, la valeur de la collection des Archives of American Art résidait dans l’accumulation de documents originaux et de copies d’autres documents externes au sein d’un même lieu, rendant la recherche plus accessible.
En 1970, la collection est déplacée au centre de recherche de la Smithsonian Institution, à Washington, celle-ci partageant la même mission d’accumulation et de diffusion du savoir. La collection d’Archives of American Art est surtout un dépôt de documents d’archives primaires choisies et acquises pour leurs valeurs archivistiques patrimoniales, plutôt qu’un fonds d’archive.
Aujourd’hui, les spécialistes de l’institution parcourent le monde entier afin de retrouver et rapatrier les documents des protagonistes de l’histoire de l’art américaine afin de préserver et de diffuser ces documents[8].

### Contenu
Le contenu des collections rassemble des documents concernant la culture artistique américaine depuis le XVIIe siècle. Plusieurs types de documents s’y retrouvent ; de la correspondance, des documents éphémères, des journaux, des collages, des livres, des papiers administratifs tels que des relevés financiers ou des stratégies entrepreneuriales, des photographies, des films ainsi que des enregistrements audiovisuels d’artistes, de marchands d’art, de collectionneurs, de critiques, de chercheurs spécialistes, de musées, de galeries, d’associations et d’autres figures importantes du monde artistique. Une partie de la collection est disponible en ligne grâce à la Terra Foundation for American Art.
Il est disponible au sein de la collection, une copie de tous les catalogues d’encans d’œuvres d’art connus et publiés aux États-Unis entre 1785 et 1962. Ce projet rassemble environ 30 000 documents mis sur 559 microfilms entre 1961 et 1965,.
La collection possède aussi sur 134 bobines de microfilm les catalogues d’expositions d’art présentées aux États-Unis entre 1820 et 1960. Cela rassemble environ 7 000 catalogues. Ceux-ci ont été mis sur microfilms entre 1964 et 1966 dans le cadre du projet American Art Exhibition Catalog Project, par des bibliothèques, des musées et d’autres institutions autour de la nation.
Les microfilms présentent aussi des documents de la Macbeth Gallery de New York, une partie des archives du Musée des Beaux-Arts de Boston, et bien d’autres documents administratifs concernant des institutions et des galeries d’art américaines qui n’existe plus.
Archives of American Art possède aussi au sein de sa collection une importante quantité d’entrevues d’artistes enregistrées et retranscrites.

## Archives of American Art Journal
Six ans après la création de l’institut, Edgar P. Richardson et Mary Bartlett Cowdrey publie en mai 1960 le premier numéro du journal, intitulé à l’époque Bulletin (Archives of American Art). Ce journal de quatre pages présente les objectifs et les principes de l’institution, le projet de récolte d’archives à New York, ainsi qu’un topo des entrevues enregistrées et déposées au sein des collections au cours de l’année. Sans le savoir, Richardson et Cowdrey vont mettre en place un périodique essentiel pour la recherche et l’historiographie de l’art contemporain américain.
En 1962, le journal est renommé Quarterly Bulletin (Archives of American Art). Puis en 1964, le journal est à nouveau renommé Archives of American Art Journal. C’est un périodique trimestriel jusqu’en 1996. Dès 1997, le journal est publié bisannuellement. Celui-ci présente des articles scientifiques approuvés par les pairs. Le périodique est le plus ancien journal consacré à l’histoire de l’art aux États-Unis.

## Histoire orale et Balados
Archives of American Art gère depuis 1958 une collection d'histoire orale, qui réunit près de 2500 entretiens enregistrés témoignant des récits de vie de figures d’artistes, d’institutions et de courants artistiques ayant contribué à façonner les arts visuels étasuniens, telles que l’artiste féministe Judy Chicago et les Monuments Men. Depuis 2001, Archives of American Art diffuse ces transcriptions en ligne, notamment par le biais de balados téléchargeables à partir du site web institutionnel ou sur iTunes. Chaque entrée de balado s’accompagne d’une image et d’un court paragraphe descriptif de la personne interviewée, ainsi que des liens vers un extrait MP3 de l'entrevue et la transcription complète. Une option permet de télécharger l'extrait MP3. La durée des extraits d'entrevues varie considérablement, allant de quelques minutes à plus d'une heure. Il est possible de s'abonner aux balados. La formule n’est toutefois pas épisodique, mais constitue plutôt un moyen d'accéder facilement à des extraits audios qui seraient autrement difficiles à repérer dans la base de données en ligne des archives.